# Danthonieae
Danthonieae é uma tribo da subfamília Danthonioideae.

## Gêneros
Austrodanthonia, Chaetobromus, Chionochloa, Cortaderia, Danthonia, Joycea, Karroochloa, Lamprothyrsus, Merxmuellera, Monachather, Notochloe, Notodanthonia, Pentameris, Pentaschistis, Plinthanthesis, Prionanthium, Pseudopentameris, Pyrrhanthera, Rytidosperma, Schismus, Tribolium, Urochlaena